# Sussaba nigra
Sussaba nigra är en stekelart som beskrevs av Nakanishi 1979. Sussaba nigra ingår i släktet Sussaba och familjen brokparasitsteklar. Inga underarter finns listade i Catalogue of Life.